# تشي سون وان
تشي سون وان (بالصينية: 徐顺全; pinyin: Xú Shùnquán، مواليد 20 يوليو 1962) سياسي سنغافوري والقائد الحالي للحزب الديمقراطي السنغافوري (إس دي بي).
حاصل على شهادة الدكتوراه في علم النفس العصبي، بدأ تشي مسيرته كمحاضر في جامعة سنغافورة الوطنية (إن يو إس) قبل دخوله عالم السياسة (في عام 1992) بعد أن جنّده تشيم سي تونغ للانضمام إلى الحزب الديمقراطي السنغافوري. وكان قد خلف تشيم كأمين عام للحزب، إذ ترك تشي الحزب بعد أن حصلت العديد من الخلافات بينه وبين وبقية أعضاء قيادة الحزب، في الوقت الذي تولى فيه تشي منصب الأمين العام كان للحزب ثلاثة أعضاء في البرلمان السنغافوري، ولكن قُلص عدد أعضاء البرلمان في الانتخابات العامة (في عام 1997)، ومنذ ذلك الحين لم يُنتخب أي من أعضائه في البرلمان.
اعتُقل تشي وسُجن لعدة مرات بسبب أنشطته السياسية، خاصةً بسبب إلقائه للخطابات وتنظيمه لمظاهرات عامة دون تصريح من الشرطة. كما أُدين بتهمة التشهير بسبب تعليقات أدلى بها في مناسبات متعددة بحق أعضاء حزب العمل الشعبي الحاكم في سنغافورة (بي إيه بي). وقد مُنع سابقًا من الترشح للانتخابات البرلمانية لأنه أعلن إفلاسه (في عام 2006) بعد أن فشل في دفع تعويضات من دعوى قضائية مستحقة لرئيسي الوزراء السابقين، لي كوان يو، وجو تشوك تونغ. في 24 سبتمبر (من عام 2012)، (في عام 2015)، أعلن تشي أنه قد تمكن من جمع مبلغ 30000 ألف دولار اللازم لدفعه بشأن قضية لي وجو. حيث تحرر من إفلاسه من ذلك الحين، ما مكنه من خوض الانتخابات العامة السنغافورية.

## النشأة
تلقى تشي تعليمه المبكر في مدرسة ذا انجيلو الصينية في سنغافورة. (في عام 1993)، حيث بدأ بدراسة علم النفس في جامعة مانسفيلد وحصل على درجة البكالوريوس. ثم تدرب بعدها كاختصاصي في علم النفس العصبي، وحصل على درجة الدكتوراه من جامعة جورجيا (في عام 1990). بعد الانتهاء من الدكتوراه، عاد إلى سنغافورة ليشغل منصب مدرس في قسم علم النفس في جامعة سنغافورة الوطنية.

## مسيرته السياسية

### بداية الانخراط بالسياسة
(في عام 1992)، جُنّد تشي للانضمام إلى الحزب الديمقراطي السنغافوري (إس دي بي) من قِبل مؤسس الحزب والأمين العام له تشيم سي تونغ. (في عام 1984)، أصبح تشيم أول عضو في البرلمان عن الحزب عندما انتُخب لتمثيل الدائرة الانتخابية في بوتونج باسير. في الانتخابات العامة (عام 1991)، انضم تشيم إلى البرلمان من قِبل اثنين آخرين من أعضاء الحزب الديمقراطي السنغافوري في البرلمان: لينغ هاو دونغ وتشو تشاي تشين وهما يمثلان على التوالي بوكيت جومباك وني سون سينترال.
(عام 1992)، قُدم تشي للجمهور لأول مرة كعضو في فريق الحزب الديمقراطي السنغافوري لخوض انتخابات فرعية لتمثيل الدائرة الانتخابية لمجموعة مارين باريد. اجتذب ترشحه اهتمامًا عامًا كبيرًا لأنها المرة الأولى التي يقف فيها أكاديمي من جامعة تديرها الدولة ضد حزب العمل الشعبي الحاكم في الانتخابات، ومع ذلك، لم ينجح الحزب الديمقراطي السنغافوري في الانتخابات، فقد فاز الحزب الشعبي الحاكم بنسبة 72.94% من الأصوات، والحزب الديمقراطي السنغافوري بنسبة 24.50%، والأحزاب الصغيرة الأخرى بنسبة 2.56%.
بعد فترة وجيزة من الانتخابات الفرعية للمجموعة الانتخابية مارين باريد، أصبح تشي الأمين العام المساعد للحزب الديمقراطي السنغافوري.

### إقالته من جامعة سنغافورة الوطنية
(في عام 1993)، وبعد أشهر قليلة من انضمام تشي إلى الحزب الديمقراطي السنغافوري، استُبعد من جامعة سنغافورة الوطنية من قبل رئيس قسم علم النفس، إس. فاسو، والذي كان أيضًا عضو حزب العمل الشعبي في البرلمان في ذلك الوقت، حيث زعم أن تشي قد استخدم الأموال البحثية لإرسال أطروحة الدكتوراه الخاصة بزوجته إلى الولايات المتحدة الأمريكية وتقديم دعاوى مزيفة بشأن النقل. بدوره نفى تشي أنه أساء استخدام أموال الجامعة وادّعى أنه كان ضحية ثأر سياسي. حيث نظّم إضرابًا عن الطعام لمدة خمسة أيام احتجاجًا على إقالته.

### الصعود لقيادة الحزب الديمقراطي السنغافوري
بالرغم من أن تشيم أيد تشي في البداية، إلا أنه أصبح ينتقد إضرابه عن الطعام وتعليقاته العامة التي أدان فيها حزب العمل الشعبي في إقالته من جامعة سنغافورة الوطنية. وأراد لومه بسبب تعليقاته، لكن اللجنة التنفيذية المركزية للحزب (سي إي سي) دعمت تشي. عندها استقال تشيم من منصبه كأمين عام للحزب. أصبح تشي، وبصفته الأمين العام المساعد، الأمين العام للحزب بالإنابة وانتُخب بعد ذلك أمينًا عامًا (في عام 1993).
بعد أن انتقد تشيم علنًا اللجنة التنفيذية المركزية، حاولوا فصله من الحزب - من شأن فصله أن يجبره على إخلاء مقعده في البرلمان- إلا أن تشيم كان قد ربح دعوى قضائية لمنعهم من القيام بذلك لأسباب إجرائية. استمر تشيم في منصبه عضوًا في الحزب الديمقراطي السنغافوري وعضوًا في البرلمان حتى وقت قصير قبل الانتخابات العامة (في عام 1997)، عندما غادر للانضمام إلى حزب الشعب السنغافوري، وهو حزب تأسس (في عام 1994)، من قِبل الأعضاء السابقين للحزب الديمقراطي السنغافوري الذين قد ساندوه.

## حياته الشخصية
تشي متزوج من هوانغ تشي-مي، وهي اختصاصية في علم النفس من أصل تايواني. للزوجين ابنتان، تشي آن لين وتشي إي لين، وابن تشي شو هور. ويعيشون في شقة من ثلاث غرف لمجلس الإسكان والتنمية في توا بايوه. أخت تشي الصغرى، تشي سيوك شين، هي أيضًا عضو في الحزب الديمقراطي السنغافوري.